# Bandeira da Ilha de Tristão da Cunha
A bandeira da Ilha de Tristão da Cunha foi adoptada a 20 de Outubro de 2002 através de uma proclamação sob Requerimento Real feita pelo Governador de Santa Helena (território) concedida por Isabel II do Reino Unido. Anteriormente a essa data, como dependência de Santa Helena, a Ilha de Tristão da Cunha usava a bandeira de Santa Helena para as ocasiões oficiais. 
A bandeira é um pavilhão Britânico azul, carregado com o brasão de armas da Ilha de Tristão da Cunha. 
O criador da bandeira é o proeminente vexilologista - Graham Bartram. 